# Curzio Origo
Curzio Origo (Roma, 9 marzo 1661 – Roma, 18 marzo 1737) è stato un cardinale italiano.

## Biografia
Di nobile famiglia romana, primo dei quattro figli di Gaspare Origo e Maria Laura Palombara, venne nominato prelato domestico da papa Innocenzo XI e dal 1686 ricoprì importanti incarichi presso la Curia Romana. Prelato domestico di Innocenzo X, divenne relatore della Sacra Congregazione per il buon governo nel 1686. Divenuto uditore del Supremo Tribunale della Segnatura Apostolica nel 1690, lo divenne anche del tribunale della Sacra Rota nello stesso anno. Luogotenente civile dell'uditore della Reverenda Camera Apostolica nel 1696, divenne segretario dei memoriali a partire dal 7 settembre 1700 e quindi segretario della Sacra Consulta (17 maggio 1706), divenendo infine decano della Sacra Rota dal 1711.
Nel concistoro del 18 maggio 1712 papa Clemente XI lo creò cardinale in pectore: venne pubblicato nel concistoro del 26 settembre successivo e gli venne assegnata la diaconia di Santa Maria in Domnica (nel 1716 quella di Sant'Eustachio che, passato l'Origo all'ordine dei cardinali-presbiteri nel 1726, venne elevata a titolo pro illa vice).
Fu legato di Bologna tra il 1717 e il 1721.
Fu prefetto della Sacra Congregazione del Concilio (1721-1737).
Alla sua morte nel 1737 venne sepolto nella chiesa romana di Sant'Eustachio.